# Penelope Plummer
Penelope Plummer (Kempsey, 1950) è una modella australiana, vincitrice del concorso di bellezza Miss Mondo 1968.

## Biografia
Penelope Plummer è stata incoronata diciottesima Miss Mondo, il 17 novembre 1969 presso il Lyceum Theatre di Londra, ricevendo la corona dalla Miss Mondo uscente, la peruviana Madeleine Hartog Bell. È stata la prima Miss Mondo australiana.